# The Last King of Scotland
The Last King of Scotland er en britisk dramafilm fra 2006 instrueret af Kevin Macdonald efter Giles Fodens roman af samme navn. Filmen fortæller den fiktive historie om Dr. Nicholas Garrigan (James McAvoy), en ung skotsk læge som rejste til Uganda og blev diktator Idi Amins (Forest Whitaker) personlige læge.
Filmen vandt en Oscar for bedste mandlige hovedrolle (Forest Whitaker) og en BAFTA Award for bedste filmatisering (Peter Morgan og Jeremy Brock). Whitaker vandt desuden en Black Reel Award for bedste mandlige hovedrolle.

## Medvirkende
- Forest Whitaker
- James McAvoy
- Kerry Washington
- Simon McBurney
- Gillian Anderson

## Ekstern henvisning
- The Last King of Scotland på Internet Movie Database (engelsk)
- The Last King of Scotland på Filmdatabasen
- The Last King of Scotland på Scope
- The Last King of Scotland i Svensk Filmdatabas (svensk)
- The Last King of Scotland på AlloCiné (fransk)
- The Last King of Scotland på MovieMeter (nederlandsk)
- The Last King of Scotland på AllMovie (engelsk)
- The Last King of Scotland hos American Film Institute (engelsk)
- The Last King of Scotlands profil hos Encyclopædia Britannica Online (engelsk)
- The Last King of Scotland på Turner Classic Movies (engelsk)